# 勒特湖
53°26′3.2″N 14°15′6.7″E / 53.434222°N 14.251861°E

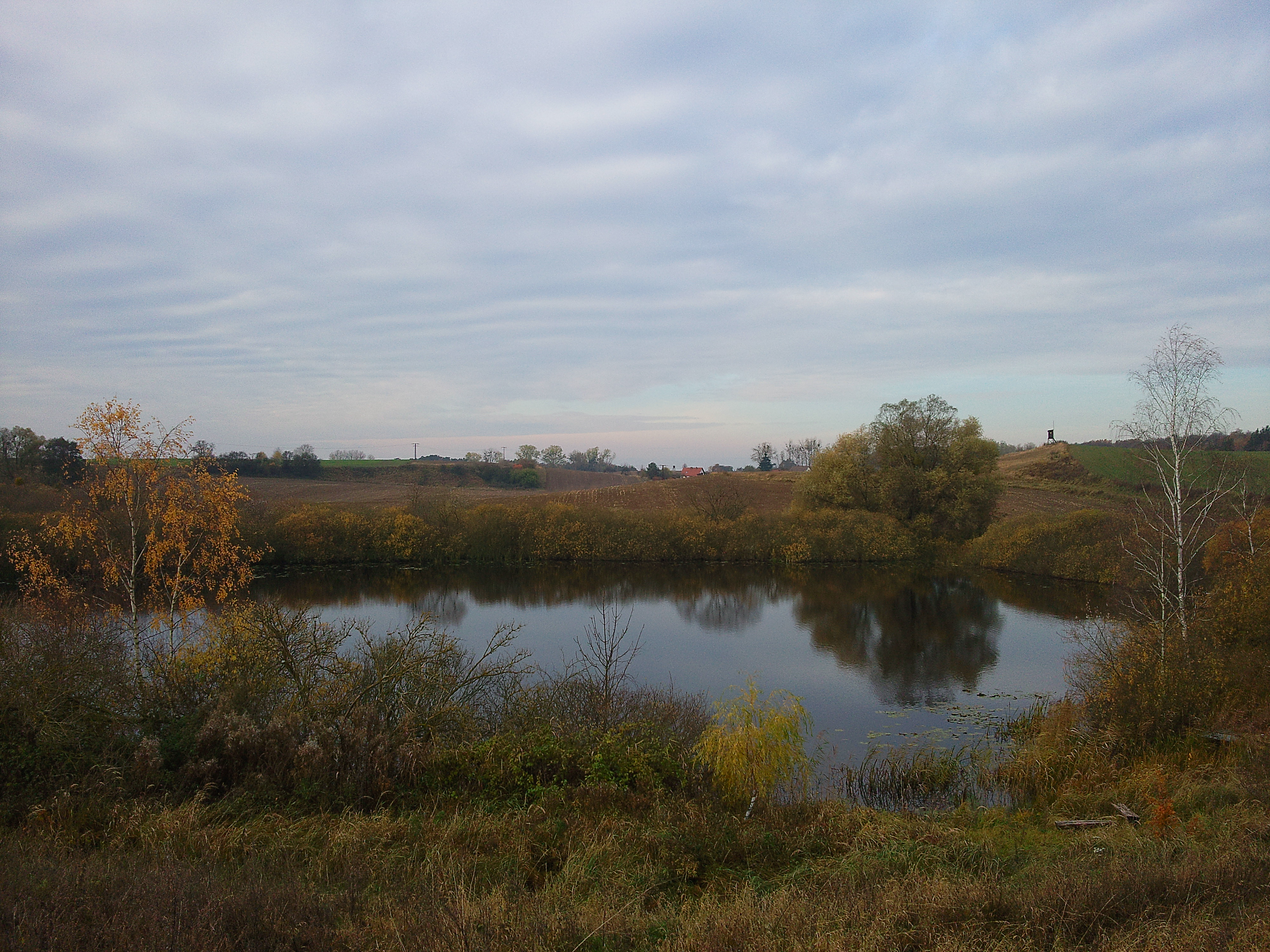

勒特湖（德語：Rötsee），是德國的湖泊，位於該國東北部梅克倫堡-前波美拉尼亞州，由前波美拉尼亞-格賴夫斯瓦爾德縣負責管轄，長0.1公里、寬0.1公里，面積0.01平方公里，最大水深25米。